# Katharine Alexander
Katharine Alexander, född 22 september 1898 i Fort Smith, Arkansas, död 9 februari 1977 i Tryon, North Carolina, var en amerikansk skådespelare. Hon upptäcktes av Samuel Goldwyn som gav henne chansen att spela på Broadway. Under 1930-talet och 1940-talet arbetade hon omväxlande som scenskådespelare och filmskådespelare. I Hollywoodfilmer anlitades hon vanligen för större kvinnliga biroller.

## Filmografi, urval
- 1934 – Den brokiga vävnaden
- 1934 – Döden tar semester
- 1934 – Lågor i dunklet
- 1935 – Hon gifte sig med chefen
- 1936 – Kvarterets hjälte
- 1937 – Dubbelbröllop
- 1937 – Förbjuden ingång
- 1939 – Hjärter är trumf
- 1939 – Ringaren i Notre Dame
- 1940 – Det går som en dans
- 1942 – Under nya stjärnor
- 1943 – Vi människor
- 1945 – Kyssa och skvallra